# Mike De Decker
Mike De Decker (Mechelen, 1995. december 15. –) belga dartsjátékos. 2014-től a Professional Darts Corporation tagja. 2024-ben World Grand Prix-t nyert a PDC-nél. Beceneve "The Real Deal".

## Pályafutása

### PDC
De Decker 2014-ben debütált a PDC Youth Tour-on, amelyen kétszer jutott be a legjobb 16 közé. Ugyanebben az évben megnyerte a British Teenage Open-t a WDF-nél. Ezenkívül először kvalifikálta magát egy PDC European Tour fordulóra, ahol első meccsét rögtön elvesztette Max Hopp ellen.
2020 januárjában Tour Card-ot szerzett a hildesheimben rendezett European Q-School-on, ahol a 2. nap döntőjében 5–3-ra legyőzte Dennis Nilssont. Ezzel 3 év után először tért vissza a Pro Tour-ra.
De Decker a PDC Pro Tour-os teljesítménye révén kvalifikálta magát a 2021-es PDC-dartsvilágbajnokságra is. Világbajnoki debütálásán az első körben a szintén debütáns japán Edward Foulkes-szal találkozott, akitől nagy meglepetésre 3–0-ra kikapott. Novemberben a Tour Card Holder selejtezőjén keresztül kvalifikálta magát a 2021-es Grand Slam of Darts nagytornára. A három csoportmeccse alatt csak egy leget tudott megnyerni, végül Peter Wright, Gabriel Clemens és Fallon Sherrock után, győztes meccs nélkül az utolsó helyen zárta a csoportját és kiesett.
A 2022-es PDC-dartsvilágbajnokságon De Decker az első körben 3–1-re legyőzte Darius Labanauskast, ahol a litván az első szettet egy kilencnyilassal zárta le. A második körben 3–0-ra kikapott Dave Chisnalltól.
De Decker a 2023-as PDC-dartsvilágbajnokságra is kvalifikálta magát, ahol az első körben 3–1-re legyőzte Jeff Smith-t. A második fordulóban 3–0-ra kikapott Mensur Suljović-tól. Ebben az évben a World Matchplay-en és a World Grand Prix-n is debütált, de mindkét torna első körében kiesett.
A 2024-es PDC-dartsvilágbajnokságon az első körben 3–1-re nyert Dragutin Horvat ellen, de a második körnél ismét nem sikerült továbbjutnia, 3–1-re kikapott Madars Razmától.
2024 októberében megszerezte első PDC nagytorna-győzelmét, miután a World Grand Prix döntőjében 6–4-re legyőzte a címvédő Luke Humphriest. De Decker lett ezzel a második belga játékos (Dimitri Van den Bergh után) aki nagytorna-győzelmet könyvelhetett el a PDC-nél.
A 2025-ös PDC-dartsvilágbajnokságon a második fordulóban 3–1-re kikapott Luke Woodhouse-tól.

## Világbajnoki szereplései

### PDC
- 2021: Első kör (vereség  Edward Foulkes ellen 0–3)
- 2022: Második kör (vereség  Dave Chisnall ellen 0–3)
- 2023: Második kör (vereség  Mensur Suljović ellen 0–3)
- 2024: Második kör (vereség  Madars Razma ellen 1–3)
- 2025: Második kör (vereség  Luke Woodhouse ellen 1–3)

## Döntői

### PDC nagytornák: 1 döntős szereplés
| Történet               |
| World Grand Prix (1–0) |

| Eredmény | Sorszám | Év   | Bajnokság        | Ellenfél a döntőben | Pontok   |
| Győztes  | 1.      | 2024 | World Grand Prix | Luke Humphries      | 6–4 (sz) |

### PDC World Series of Darts tornák: 1 döntős szereplés
| Történet                    |
| World Series of Darts (0–1) |

| Eredmény | Sorszám | Év   | Bajnokság                | Ellenfél a döntőben | Pontok  |
| Döntős   | 1.      | 2025 | Australian Darts Masters | Luke Littler        | 4–8 (l) |

1. 1 2  (l) = pontszám legekben, (sz) = pontszám szettekben.

## További tornagyőzelmei
| Players Championships - Players Championship (MK): 2024 PDC Development Tour - Development Tour: 2015 (x2), 2016, 2017 | - Antwerp Open: 2013 - Belgium Championship: 2014 - British Teenage Open: 2014 - Tops of Gent: 2013 |

## Fordítás
Ez a szócikk részben vagy egészben  a   Mike De Decker című angol Wikipédia-szócikk ezen változatának fordításán alapul.  Az eredeti cikk szerkesztőit annak laptörténete sorolja fel. Ez a jelzés csupán a megfogalmazás eredetét és a szerzői jogokat jelzi, nem szolgál a cikkben szereplő információk forrásmegjelöléseként.